# 中国工农红军第十八军
中国工农红军第十八军，简称红十八军，中国工农红军红一方面军主力部队之一。
1933年2月，湘鄂赣苏区的红军独立第一、二师按照中共中央军委命令合编而成红十八军，军长严图阁、政治委员徐洪，下辖第五十二师和第五十四师。同年7月，红十八军奉命南渡袁水，与红六军团第十七师会师，改编为红六军团第十八师。